# Бомбардир Деш 8
Бомбардир Деш 8 или Q серије, раније познат као Де Хавиланд Канада Деш 8 или ДХК-8, познат и само као Деш 8, је серија двомоторних турбоелисних авиона канадског произвођача авиона Де Хавиланд Канада (ДХК). Дизајн авиона потиче од модела де Хавиланд Канада 1980. Данас авионе израђује фабрика Бомбардир, коју је ДХК купио од Боинга 1992. Од 1996. авиони су познати као Q серија, где је Q означава енглеску реч Quiet (Тихи). Ово је резултат Система за активно потискивање буке и вибрација Active Noise and Vibration Suppression (ANVS), који је направљен да би умањио звук мотора и вибрације у кабини до нивоа који имају млазни авиони.

## Дизајн
У 1970. де Хавиланд Канада је инвестирао пуно у пројекат Деш 7, који је у суштини већа четворомоторна верзија модела Хавиланд Твин Отер. Продаја модела Деш 7 је слабо ишла зато што су авио-компаније тражиле авион другачијег типа.
Де Хавиланд је1980. године одговорио избацивањем идеје новог авиона, који је у основи био двомоторац са моторима знатно веће снаге од оних на моделу Деш 7. Њихов снабдевач моторима фирма Прат & Витни Канада, је направио нову серију мотора за овај авион (PW100). Ови мотори били су више од 2 пута јачи од мотора које је користио Деш 7, PT6. Када је први Деш 8 изашао из фабрике 19. априла 1983. године, више од 3800 сати летања и тестирања је било обављено на 5 PW100 серији мотора.
Први лет Деш 8 је обавио 20. јуна 1983. године, а прва авио-компанија која је користила овај авион је била НорОнтер од 1984. године када им је стигла прва летелица.
Дизајн абиона Деш 8 је био много бољи од ранијег Деш 7, био је јефтинији у експлоатацији и јефтинији за одржавање. Деш 8 је имао најмању цену по путнику по миљи. Једини проблем са авионом Деш 8 је био што су мотори били гласнији него што су били на Деш 7, зато што је Деш 7 имао 4 мотора који су били спорији.

## Варијанте
- Серије 100: Оригинал путнички авион са 37-40 седишта који је полетео 1984.
- Деш 8М-100: Два авиона за Транспорт Канада.
- Серија 200: Серија 100 трупа са јачим моторима PW123.
- Серија 300: Дужина трупа је већа за 3,4 m од Серије 100/200, и то је путнички авион са 50-56 седишта који је полетео 1989.
- Серија 300А: Као Серија 300, али са више седишта.
- Серија 400: Дужина трупа је већа, има 70-78 седишта и лети од 2000.
- CC-142: Војна транспортна верзија за Војску Канаде и Европу.
- CT-142: Војна верзија за тренинг навигације за Војску Канаде.
- Е-9А: Два авиона за Америчко ратно ваздухопловство.
- Q400-MR: 400 серија за гашење пожара, купила Француска.

## Спецификације
- Посаде: 2
- Капацитет: 68-78 путника
- Дужина: 32,84
- Размах крила: 28,42
- Висина: 8,34
- Празан тежина: 17.185
- Максимална тежина: 29.257
- Мотор: 2 × Прат & Витни Канада PW150А
- Брзина: 667 km/h
- Долет: 2.522